# Seeing Is Believing (film 1913)
Seeing Is Believing è un cortometraggio muto del 1913. Il nome del regista non viene riportato nei credit del film che fu prodotto dalla Essanay Film Manufacturing Company di Chicago e fu interpretato da E.H. Calvert, Charles Hitchcock e Beverly Bayne.

## Produzione
Il film fu prodotto dalla Essanay Film Manufacturing Company.

## Distribuzione
Distribuito dalla General Film Company, il film - un cortometraggio a una bobina - uscì nelle sale cinematografiche USA il 1º gennaio 1913.